# 이필랑
이필랑(1990년 10월 28일 ~)은 대한민국의 서울시청 소속 탁구 선수이다.

## 입상경력
- 2015 제96회 전국체육대회 여자일반 단체 3위
- 2014 제60회 전국남녀종별탁구대회 단체 3위
- 2014 한국실업탁구대회 단체 1위
- 2014 추계회장기실업대회 단체 1위
- 2012 춘계회장기 한국실업탁구대회 단식 3위